# Peter Beardsley
Peter Andrew Beardsley (ur. 18 stycznia 1961 roku w Newcastle upon Tyne) – piłkarz angielski.

## Życiorys
Zaczynał karierę międzynarodową jako 15-latek. Uczył się grać w piłkę w Newcastle United skąd wyjechał by reprezentować barwy Carlisle United a potem kanadyjskiego Vancouver Whitecaps. Do Newcastle wrócił w 1983 roku. Grał tam przez 4 sezony, do roku 1987, kiedy przeszedł do Liverpoolu. Kiedy Beardsley przechodził do Liverpoolu kwota, którą za niego zapłacono – 1,9 milionów funtów brytyjskich – była rekordem Anglii. Później grał jeszcze w Evertonie, Bolton Wanderers, Manchester City, Fulham i Hartlepool United. Reprezentował także 59 razy barwy Anglii. Sława angielskiej Piłki Gary Lineker mówił o nim: 
..on jest najlepszym partnerem jakiego mógłbym mieć (eng. "the best partner I could ever have").
Za zasługi dla Angielskiej piłki został uhonorowany w 1995 Orderem Imperium Brytyjskiego.
Obecnie zajmuje się trenowaniem młodzieży w szkółce piłkarskiej Newcastle United.